# Нижегородская телебашня
Нижегородская телебашня (ранее — Горьковская телебашня) представляет собой типовую (3803 KM) телевизионную и радиовещательную башню. Принадлежит Нижегородскому филиалу ФГУП «Российская телевизионная и радиовещательная сеть» (РТРС) и расположена в Советском районе Нижнего Новгорода по адресу улица Белинского, д. 9а.
Телебашня — самое высокое сооружение в Нижнем Новгороде. Её высота составляет 193 метра — это собственная высота башни (180 м), надстройка в виде антенного шпиля-стойки (10,3 м) и установленная на нём антенна (2,7 м). На башне установлены телевизионные и радиовещательные антенны.

## История
С постройки телевизионной башни в городе Горьком в 1957 году началось регулярное телевещание. Для возведения телебашни была выбрана самая высокая точка города — место на пересечении улиц Белинского и Пушкина. Такое местоположение обеспечило оптимальные условия для распространения теле-радиосигнала. Ранее на этом месте находился городской зверинец.
На момент окончания строительства высота башни составляла 180 метров. Возведение конструкции велось два года с 1955 по 1956. Металлоконструкции башни изготавливались на Днепропетровском заводе металлоконструкций им. Молотова. Возведение объекта вели специалисты строительной организации Трест «Горьковстрой». Первая опытная трансляция телепрограмм с нижегородской телебашни состоялся 29 сентября 1957 года. 31 декабря 1957 года объект был принят в эксплуатацию в составе Горьковского телевизионного центра Министерства связи РСФСР.
В марте 1961 года с горьковской телебашни начались трансляции программ Центрального телевидения СССР из Москвы, которые подавались в город с использованием радиорелейной линии связи (РРЛ) Москва — Горький — Свердловск (ныне — Екатеринбург).
С октября 1976 программы центрального и регионального телевидения стали транслироваться в цветном изображении.
В январе 1971 года приказом министра связи СССР в Горьком организована Областная радиотелевизионная передающая станция (ОРПС), главным антенно-мачтовым сооружением (АМС) которой является 180-метровая телебашня. В сентябре 1973 года Горьковская ОРПС преобразована в Горьковский областной радиотелевизионный передающий центр (ОРТПЦ).
С 2001 года Нижегородская телебашня в составе Нижегородского ОРТПЦ входит в РТРС.

## Конструкция башни

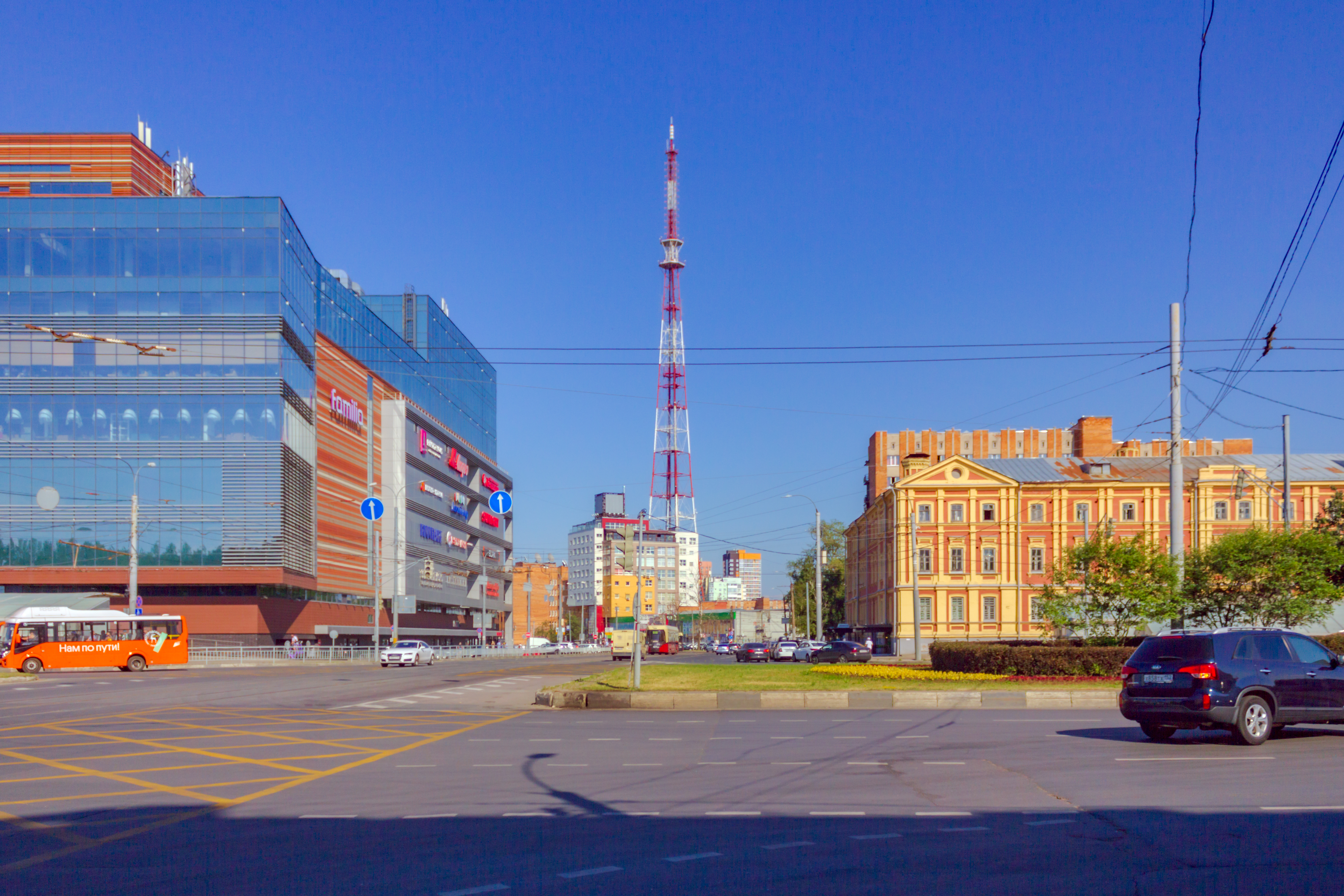
Телевышка со стороны площади Лядова

Конструктивная схема телевизионной башни представляет решётчатую четырёхгранную пирамиду с отметки 0.000 до отметки +150.000 и решётчатую четырёхгранную призму с отметки +155.000 до отметки +180.000. На пирамидальном участке башни выполнены три перелома поясов на отметках 32.000, 64.000, 155.000 м. Ширина грани в основании — 20.0 м, ширина грани в месте перелома пояса — 13.906 м (на отметке +32.000), 9.822 м (на отметке +64.000) и 1.75 м (с отметки +155.000 до отметки +180.000).
Пояса башни выполнены из горячекатаных труб различных диаметров от 426 до 168 мм с толщиной стенки от 30 до 12 мм. Решётчатая ажурная металлическая конструкция башни опирается на четыре бетонные опоры.
Вес металлоконструкций башни при возведении — 280 тонн. В 1999 году было произведено усиление металлоконструкций башни, и вес металлоконструкций увеличился на 15 т.
На отметках 72 м, 80 м, 140 м, 148 м и 180 м смонтированы технологические площадки для размещения и обслуживания технологического оборудования. На отметке +180 м площадка квадратная, остальные площадки многоугольные.
На конструкции башни нанесена сигнальная окраска — секции, окрашенные в красный цвет, чередуются с белыми. Окраска выполняется специальными антикоррозионными составами. Антикоррозийная обработка проводится с целью защиты металла, чтобы предотвратить коррозию и дальнейшее разрушение металла. Последний раз обработка проводилась в 2017 году.
В ночное время на башне включается защитное сигнальное освещение (СОМ) для обеспечения безопасного воздушного движения.

## Эксплуатация
На нижегородской телебашне в 2012 году смонтировано антенное оборудование, с помощью которого обеспечивается трансляция общероссийских обязательных общедоступных телеканалов (программы цифрового телевидения). В зону охвата цифрового телевещания входит значительная часть Нижегородской области с населением около 1 млн. 900 тыс. человек. Зона включает в себя, кроме Нижнего Новгорода, такие крупные города, как Дзержинск, Бор, Балахна, Заволжье, Городец, Кстово и другие населённые пункты на расстоянии 55-60 км.
Кроме того, на башне установлено антенное оборудование, обеспечивающее работу радиовещательных станций, ведомственных каналов Минкомсвязи, МВД, МЧС и Центробанка, а также операторов мобильной связи и телекоммуникационных услуг.
В 2022 году к 800-летию Нижнего Новгорода Нижегородский филиал Российской телевизионной и радиовещательной сети (РТРС) реализовал проект реконструкции системы эфирного радиовещания на телебашне в Нижнем Новгороде. Проект характеризуется высокой технической сложностью и направлен на обеспечение равного доступа всех радиостанций города к технологическим возможностям РТРС, что гарантирует современное качество и бесперебойность трансляции, а также оптимальные условия распространения сигнала.
В рамках технического перевооружения передающего комплекса было проведено обновление оборудования и каналов доставки, что позволило всем радиостанциям Нижнего Новгорода достичь современного уровня качества и надёжности трансляции. Модернизированная инфраструктура обеспечивает возможность эфирного вещания 31 радиостанции.

## Архитектурно-художественная подсветка
В 1997 году на Нижегородской телебашне смонтировано декоративное освещение.
Изначально многоуровневая подсветка размещалась на трёх уровнях — 4-8 м, 140 м и 148 м. К 2015 году реконструированная система освещения башни состояла из 28 прожекторов с газоразрядными лампами белого и жёлтого цвета, установленных на 13 ярусах: первый «световой контур» находился на высоте 8-ми метров, а последний — на 180-метровой высоте.
В 2018 году к Чемпионату мира по футболу (ЧМ-2018) РТРС заменил моно-цветовую подсветку телебашни на современную систему архитектурно-художественной подсветки (АХП), выполненную на RGBW-светодиодах. Светодиодные гирлянды, располагающиеся по высоте телебашни от отметки +20.000 м до площадки +140.000 м, воспроизводят оригинальные световые сценарии и текстовую информацию. Верхнюю часть башни от отметки +140.000 м и шпиль подсвечивают 16 мощных светодиодных прожекторов. Отличительной особенностью АХП стал яркий световой пояс по периметру площадки на высоте 140 метров. Благодаря уникальной концепции АХП нижегородская телебашня получила оригинальное название — «Волго-Окский маяк».
Нижегородская телебашня с включенной праздничной подсветкой видна на смотровых площадках города, к примеру, с улиц Белинского, Костина, Пушкина, площади Минина и Пожарского, а также из заречной части города — от Нижегородской ярмарки и стадиона «Нижний Новгород». Светящуюся телебашню также видно через иллюминаторы самолёта, идущего на посадку в аэропорт «Стригино».
В апреле 2021 года РТРС модернизировал систему архитектурно-художественной подсветки телебашни в Нижнем Новгороде к 800-летию города. Общая стоимость проекта составила 4,9 млн рублей, финансирование осуществлялось за счёт собственных средств РТРС. В ходе монтажных работ, проведённых в апреле, выполнена замена 4 620 светодиодных пиксельных светильников на более совершенные образцы приборов. Вновь установленные световые приборы мощностью 1,68 Вт выполнены из 6 светодиодов в плоском корпусе, что позволяет минимизировать цветовые искажения, а также обеспечивает более высокий класс защиты от воздействия окружающей среды, чем оборудование, используемое ранее. Срок эксплуатации новых светильников — не менее 10 лет.
29 сентября 2022 года, в день 65-летия Горьковского-Нижегородского телевидения, на телебашне завершились работы по модернизации архитектурно-художественной подсветки. В рамках данного проекта был введён в эксплуатацию новый световой медиаэкран, расположенный на высоте от 72 до 88 метров, на котором транслируются сложные графические изображения и бегущая строка.
В ходе модернизации была значительно увеличена плотность светодиодных пикселей на пространстве высотой 16 метров, а количество световых гирлянд на каждой грани возросло в три раза. Всё новое оборудование интегрировано в обновлённый комплекс управления подсветкой.